# Bob Mathias
Robert Bruce "Bob" Mathias (17. listopadu 1930, Tulare, Kalifornie, USA – 2. září 2006 Fresno) byl americký atlet, dvojnásobný olympijský vítěz v desetiboji.

## Sportovní kariéra
Desetibojařskou přípravu zahájil na jaře 1948 a už po několika měsících se kvalifikoval na olympiádu v Londýně. Zde nečekaně zvítězil (i když měl problémy ve skoku do výšky a ve vrhu koulí) a ve svých 17 letech se stal nejmladším olympijským vítězem (toto prvenství držel až do vítězství západoněmecké výškařky Ulriky Meyfartové na olympiádě v Mnichově v roce 1972). V roce 1950 jako první desetibojař podle starého bodování překonal hranici 8000 bodů, když vytvořil nový světový rekord 8042 bodů. V roce 1952 jako první desetibojař v historii obhájil olympijské vítězství – v Helsinkách vytvořil nový světový rekord (7887 bodů po změně desetibojařských tabulek) a zvítězil o více než 900 bodů. Po olympiádě ukončil sportovní kariéru jako neporažený desetibojař (startoval celkem devětkrát a vždy zvítězil).
V letech 1967 až 1975 zasedal za Republikánskou stranu ve Sněmovně reprezentantů Spojených států amerických. Byl zvolen celkem čtyřikrát (vždy na dvouleté období). Angažoval se rovněž v prezidentské kampani Geralda Forda v roce 1976.